# Escuela militar interarmas de Kulikoró
La École militaire interarmes «Boubacar Sada Sy» (abreviado EMIA, en español Escuela militar interarmas Boubacar Sada Sy) en Kulikoró (Mali) es la academia de oficiales de las Fuerzas Armadas de Malí (FAMa).

## Misión
La EMIA es responsable de:
- la primera formación de oficiales en activo;
- la formación de oficiales de reserva;
- promoción de la investigación científica y tecnológica.

## Historia
La academia se creó el 1 de octubre de 1962 por la ley N.º 63/1 / AN / RM; se instaló inicialmente en la antigua escuela de la guarnición de Kati. En un principio, la comandaba directamente el jefe de Estado Mayor de las Fuerzas Armadas de Malí.
En 1964 y 1965 la escuela entrenó a luchadores de diversos movimiento de liberación de países africanos: Congreso Nacional Africano, Organización del Pueblo de África del Sudoeste, FRELIMO, MPLA, Unión Nacional Africana de Zimbabue. El 27 de julio de 1967 el presidente Modibo Keïta visitó la escuela y se refirió al personal como «la fuerza motriz más consciente y más dinámica».
El 1 de octubre de 1980 la academia se trasladó a Kulikoró y a partir de ese momento la academia ha sido dirigida por un comandante escolar, de acuerdo con el Decreto Interministerial N.º 3194 / MFAAC-G del 17 de noviembre de 2000 sobre la creación, organización y el funcionamiento de la academia. El comandante está subordinado al director de la academia y cuenta con la asistencia del director de estudios.
Desde 1993 la academia ha estado abierta a oficiales de otros países africanos amigos. Hasta el momento, en la EMIA se han formado  oficiales de 12 países: Burkina Faso, Benín, Camerún, Gabón, Guinea, Mauritania, Níger, República Centroafricana, Costa de Marfil, Senegal, Chad, Togo.
En 2020 se graduaron las promociones 41.ª y 42.ª La razón fue un cambio en la formación de la 42.ª promoción, a partir de la cual se ha reducido el periodo de formación de tres a dos años. La 41.ª promoción constó de 57 oficiales, incluidas 13 mujeres y 9 estudiantes extranjeros de 5 países (Costa de Marfil 1, Gabón 4, Guinea 1, Chad 1 y Togo 2). La 42.ª promoción constó de 32 oficiales, incluidas 6 mujeres y 15 oficiales extranjeros de 7 países (Burkina Faso 2, Congo 2, Costa de Marfil 2, Guinea 2, Chad 3, Togo 2 y Senegal 2).

### Incidentes
En la noche del 23 al 24 de febrero de 2019, la academia fue atacada por islamistas con armas ligeras y dos coches preparados con explosivos. El ataque fue rechazado por las fuerzas de seguridad malienses y españolas de la EUTM Mali. Tres soldados malienses que custodiaban la entrada resultaron heridos leves. Los miembros de la misión no sufrieron heridas.

## Infraestructura
En el campus de la EMIA se encuentran todas las instalaciones típicas de una academia para oficiales:
- Edificio central
- Sala de conferencias
- Cocina de tropa
- Área médica
- Zona técnica
- Instalaciones deportivas

### Instalaciones externas
Para el entrenamiento en terreno abierto existe al oeste de la EMIA un área de prácticas, con un circuito de obstáculos.
Los campos de tiro se encuentran en Kati y al norte a lo largo de la carretera nacional 27, cerca de Tanabugú.

#### Ciudad fantasma
Una zona residencial no utilizada al sur de la EMIA, la llamada «Ciudad Fantasma», entre el monte Keita y el río Níger, se utiliza para la práctica de guerra urbana. La oportunidad de crear esta zona de entrenamiento surgió después de que la población no aceptara un área de desarrollo financiada por el estado. La población de la zona cree que sus antepasados viven como fantasmas en el monte Keita y descienden al Níger por la noche para llegar al agua. Al hacerlo, deambularían por el área en la que se estableció el asentamiento. Esta creencia todavía dificulta el entrenamiento nocturno.

### Alojamiento
Los estudiantes viven en el cuartel de la EMIA. En algunos casos, sin embargo, también existe la posibilidad de que los estudiantes puedan quedarse con familiares que vivan cerca.
También hay una zona residencial al sur de la EMIA para los entrenadores y sus familias.

### Centro de formación de Kulikoró
La misión de formación europea EUTM Mali está representada por el Grupo de trabajo de educación y formación (Education and Training Task Force – ETTF) en la EMIA y utiliza las instalaciones de formación para sus propios fines. Sin embargo, el enfoque de EUTM está en el entrenamiento de unidades militares, por lo que los instructores europeos aún no han participado en la formación de oficiales en EMIA.
Además de las instalaciones de formación de la EMIA, EUTM Mali mantiene un almacén para las unidades de formación, que está conectado por el noroeste con la EMIA.

## Alumnos (selección)
- Amadou Toumani Touré, antiguo Presidente de Mali.[7]
- Cheick Oumar Diarra, antiguo Ministro de transportes y obras públicas.[7]
- Kafougouna Koné, Ministro de defensa de Mali.[7]
- Bah Ndaw, antiguo Presidente de Mali.[7]
- Sadio Gassama, antiguo Ministro de defensa y asuntos de veteranos.[7]